# FIRA Trophy 1977-78
El FIRA Trophy de la temporada  1977-78  fue la 5° edición con esta denominación y la 18° temporada del segundo torneo en importancia de rugby en Europa, luego del Torneo de las Seis Naciones.

## FIRA Trophy
| Lugar | Selección      | Partidos | Partidos | Partidos  | Partidos | Puntos  | Puntos    | Puntos | Tabla de puntos |
| Lugar | Selección      | Jugados  | Ganados  | Empatados | Perdidos | A favor | En contra | dif.   | Tabla de puntos |
| ----- | -------------- | -------- | -------- | --------- | -------- | ------- | --------- | ------ | --------------- |
| 1     | Francia        | 5        | 5        | 0         | 0        | 158     | 77        | +81    | 15              |
| 2     | Rumania        | 5        | 3        | 1         | 1        | 190     | 49        | +141   | 12              |
| 3     | España         | 5        | 3        | 0         | 2        | 64      | 134       | -70    | 11              |
| 4     | Polonia        | 5        | 2        | 0         | 3        | 93      | 110       | -17    | 9               |
| 5     | Italia         | 5        | 1        | 1         | 3        | 38      | 67        | -29    | 8               |
| 6     | Checoslovaquia | 5        | 0        | 0         | 5        | 61      | 167       | -106   | 5               |

| Bandera de Francia   |
| Campeón Francia      |
| Décimo quinto título |

## Segunda División

### Grupo A
| Lugar | Selección  | Partidos | Partidos | Partidos  | Partidos | Puntos  | Puntos    | Puntos | Tabla de puntos |
| Lugar | Selección  | Jugados  | Ganados  | Empatados | Perdidos | A favor | En contra | dif.   | Tabla de puntos |
| ----- | ---------- | -------- | -------- | --------- | -------- | ------- | --------- | ------ | --------------- |
| 1     | Yugoslavia | 2        | 2        | 0         | 0        | 26      | 0         | +26    | 6               |
| 2     | Marruecos  | 2        | 1        | 0         | 1        | 25      | 20        | +5     | 4               |
| 2     | Bélgica    | 2        | 0        | 0         | 2        | 0       | 31        | -31    | 2               |

### Grupo B
| Lugar | Selección       | Partidos | Partidos | Partidos  | Partidos | Puntos  | Puntos    | Puntos | Tabla de puntos |
| Lugar | Selección       | Jugados  | Ganados  | Empatados | Perdidos | A favor | En contra | dif.   | Tabla de puntos |
| ----- | --------------- | -------- | -------- | --------- | -------- | ------- | --------- | ------ | --------------- |
| 1     | Unión Soviética | 2        | 2        | 0         | 0        | 102     | 15        | +87    | 6               |
| 2     | Suecia          | 2        | 1        | 0         | 1        | 22      | 49        | -27    | 4               |
| 3     | RFA             | 2        | 0        | 0         | 2        | 20      | 80        | -60    | 2               |

### Final
| 14 de mayo de 1978 | Yugoslavia | 3 - 18 | Unión Soviética |  |  |

| 18 de mayo de 1978 | Unión Soviética | 16 - 6 | Yugoslavia |  |  |

| Bandera de la Unión Soviética |
| Campeón Unión Soviética       |
| Primer título                 |